# 훌리오 안토니오 메야

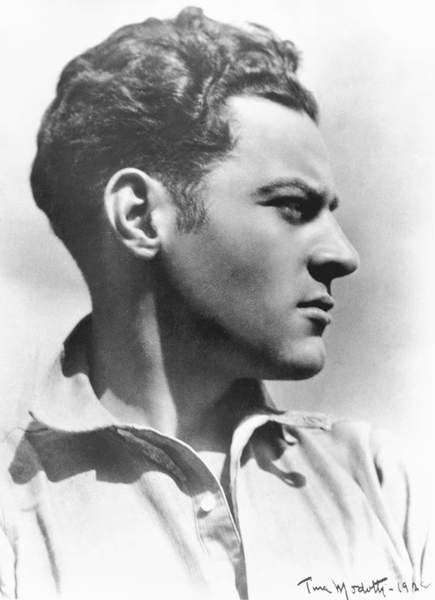

훌리오 안토니오 메야 맥파틀랜드(스페인어: Julio Antonio Mella McPartland: 1903년 3월 25일 - 1929년 1월 10일)는 쿠바의 정치인이며, 오리지널 쿠바 공산당의 설립자들 중 한 명이다. 아바나 대학교에서 법학을 공부하다 1925년 퇴학당했다. 헤라르도 마차도 독재정권에 반대하는 운동을 전개하다 국외로 망명했다. 멕시코시티에서 다른 망명자, 공산주의자들과 만나 반(反)마차도 투쟁을 이어나갔다. 1929년 암살당했는데, 누구의 사주로 암살당한 것인지 아직도 불확실하다. 21세기 현재 쿠바 정부는 메야를 영웅적인 공산주의 선구자이자 순교자로 높이 평가한다.

## 같이 보기
- 쿠바의 역사
- 쿠바 공산당

1. ↑  “Evento Carlos Marx” (PDF). 2010년 5월 14일에 확인함.
2. ↑  “Archived copy”. 2004년 10월 28일에 원본 문서에서 보존된 문서. 2006년 1월 22일에 확인함.
3. ↑   보관됨 23 4월 2006 - 웨이백 머신